# Orșova
Orșova (del húngaro: Orsova) es una ciudad con estatus de municipiu de Rumania, perteneciente al distrito de Mehedinți.

## Geografía
Se encuentra a una altitud de 74 m sobre el nivel del mar, a 372 km de la capital, Bucarest.

## Demografía
Según estimación 2012 contaba con una población de 13 828 habitantes.
| 1948 | 1956 | 1966 | 1977   | 1992   | 2002   | 2012   |
| 5107 | 6527 | 8112 | 13 701 | 16 009 | 12 965 | 13 828 |